# Annalen von Tigernach
Die Annalen von Tigernach (irisch Annála Thighearnaigh, englisch Annals of Tigernach) gehören zu den bedeutendsten mittelalterlichen Chroniken Irlands. Sie sind weitgehend in irischer Sprache verfasst mit einigen lateinischen Einträgen. Die Chronik umfasst die Zeiträume von 807 v. Chr. bis 360 (als Kopie der Chroniken von Eusebius von Caesarea) und von 489 bis 1178 mit Lücken zwischen 767 und 973 sowie zwischen 1004 und 1017.
Der Name der Annalen ergibt sich aus einer Notiz beim Jahr 1088: Tigernach schrieb bis hierhin, bevor er verstarb. Es wird vermutet, dass Tigernach ein Mönch des Klosters Clonmacnoise gewesen sei. 

## Entstehungsgeschichte
Entsprechend der Analyse von Kathleen Hughes gibt es große Ähnlichkeiten zwischen den Annalen von Ulster und den Annalen von Tigernach im Zeitraum von 489 bis 766, so dass es naheliegt, einen gemeinsamen Ursprung zu vermuten (sog. Chronik von Irland).  Hughes geht davon aus, dass es sich dabei um die nicht erhaltenen Annalen von Iona handelt.
Im Unterschied zu den Annalen von Ulster fallen insbesondere zahlreiche zusätzliche Einträge aus der Geschichte des Klosters Clonmacnoise auf, die vermuten lassen, dass die Annalen von Tigernach entweder speziell für oder in Clonmacnoise kopiert und erweitert worden sind. Ein Beispiel dafür ist der Eintrag U614.1 aus den Annalen von Ulster, der den Tod von To Lua, dem damaligen Abt von Clonmacnoise verzeichnet. Hier findet sich in den Annalen von Tigernach im Eintrag T612.1 der zusätzliche Hinweis, dass der verstorbene Abt der Familie Corco Mogha entstammt.
Ebenfalls eng verwandt mit den Annalen von Tigernach ist das Chronicon Scotorum, das ebenfalls Clonmacnoise zugerechnet wird. Hughes vermutet, dass es sich dabei um eine Kopie einer älteren, uns nicht mehr vorliegenden Fassung der Annalen von Tigernach handelt. Insofern ist diese Kopie trotz des geringeren Umfanges geeignet, einige Lücken der Annalen von Tigernach zu schließen. Die Hypothese von Hughes wird von Daniel P. McCarthy abgelehnt (siehe Chronik von Irland).

## Erhaltene Handschriften
Die erhaltenen Handschriften teilen sich auf in fünf Fragmente, wovon das erste Fragment im 12. Jahrhundert entstand und die weiteren Fragmente aus dem 14. Jahrhundert stammen. Das erste Fragment deckt den Zeitraum von 807 v. Chr. bis 160 ab. Das zweite Fragment überdeckt die Jahre 322 v. Chr. bis 360. Die verbliebenen drei Fragmente erstrecken sich über die Jahre 489 bis 766, 973 bis 1003 und 1018 bis 1178.
Alle Fragmente stammen aus der Sammlung des Sligoer Historikers Dubhaltach Mac Fhirbhisigh. Seine Sammlung ging an Robert Ware, der sie 1686 an den Earl of Clarendon verkaufte, der sie an Duke of Chandos vererbte, nach dessen Tod sie 1746 in einer Auktion versteigert wurde. Wesentliche Teile dieser Sammlung einschließlich aller erhaltenen Handschriften der Annalen von Tigernach gelangten in dieser Auktion in den Besitz von Richard Rawlinson, der sie an die Universität Oxford weitergab, wo sie seitdem in der Bodleian Library verwahrt werden.